# Feuerwehranhänger
Feuerwehranhänger (Abkürzung: FwA) sind Anhänger, die dem Transport von zusätzlicher Feuerwehrausrüstung zum Einsatzort dienen. Aufgrund der unterschiedlichen Einsatzzwecke können die Beladungen der Anhänger variieren.

## Anhänger in Deutschland

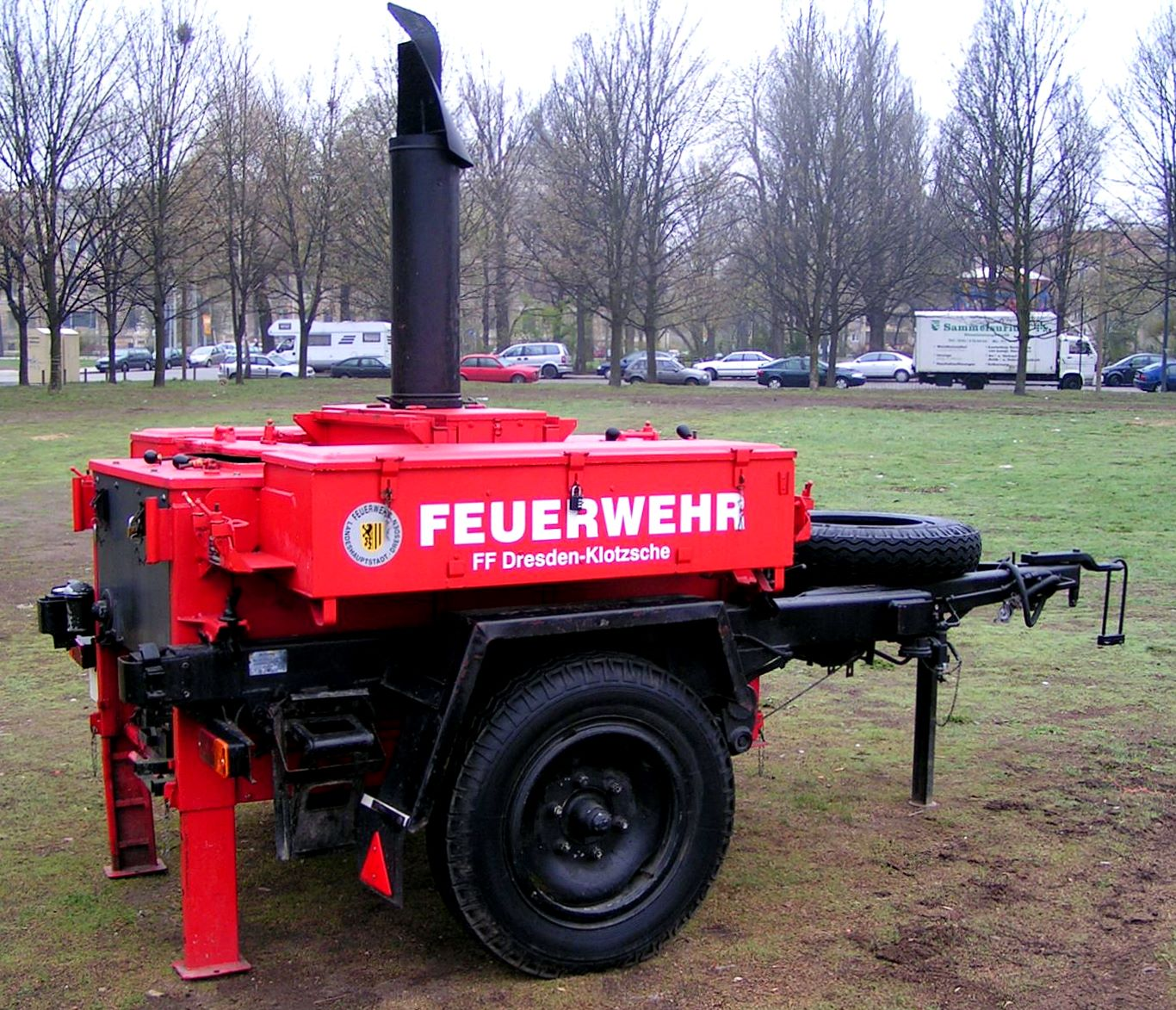
Feldkochherd

Feuerwehranhänger sind in Deutschland, im Gegensatz zu den Einsatzfahrzeugen, kaum noch genormt. Die einzigen aktuell nach DIN genormten Anhänger sind der Anhänger mit Schaum-Wasserwerfer (FwA-SWW) gemäß DIN 14521 und der Bootstrailer nach DIN 14962. Früher existierten beispielsweise auch genormte Tragkraftspritzenanhänger (TSA), Anhängeleitern (AL) sowie Verkehrssicherungsanhänger (VSA).
Abseits der Norm finden sich bei den Feuerwehren verschiedenste Anhänger. Darunter fallen beispielsweise Pulverlöschanhänger, Schaummittelanhänger, Schlauchtransportanhänger (STA), Lichtmastanhänger (FwA-Lima) und Ölwehranhänger (Ölschadensanhänger ÖSA). Letztere sind beispielsweise mit Ölsperren, größeren und selten benötigten Spezialgeräten, Werkzeug sowie Material zur Ölspurbeseitigung beladen. Es kommen aber auch unbeladene Anhänger mit Ladefläche, sog. Mehrzweckanhänger (MZA), zum Einsatz. Diese können je nach Bedarf mit den unterschiedlichsten Ausrüstungsgegenständen bestückt werden. Zur Versorgung der Einsatzkräfte an Einsatzstellen oder Übungen setzen viele Feuerwehren Feldkochherde ein, welche ebenfalls auf einem Anhänger-Fahrgestell aufgebaut sind.

## Anhänger in der Schweiz
Oft werden die Zivilschutzanhänger eingesetzt. Dies ist ein einachsiger ungebremster Anhänger mit einer Stahlwanne die hinten geöffnet werden kann. Für diesen Anhänger gibt es einen Steckaufbau für sechs Schlauchhaspeln. Da sie in Massen vorhanden sind, und durch die Umorganisation des Zivilschutzes zum Teil in den Besitz der Feuerwehren kamen, werden sie oft mit Eigenmitteln aus- und umgebaut.
Daneben werden natürlich verschiedenste Anhänger verwendet, die den speziellen Bedürfnissen der jeweiligen Feuerwehr angepasst sind, wie beispielsweise Schlauchverlegeanhänger.
Für die Motorspritze Typ 2 gibt es auch einen genormten Zivilschutzanhänger, entspricht dem deutschen TSA, welcher natürlich gerne von den Feuerwehren unverändert übernommen wurde. Diese Motorspritzenanhänger werden in vielen Feuerwehren als Reservemittel vorbehalten, in kleinen Milizfeuerwehren sind es sogar oft die beiden einzigen Motorspritze.